# Alfred Walter Heymel

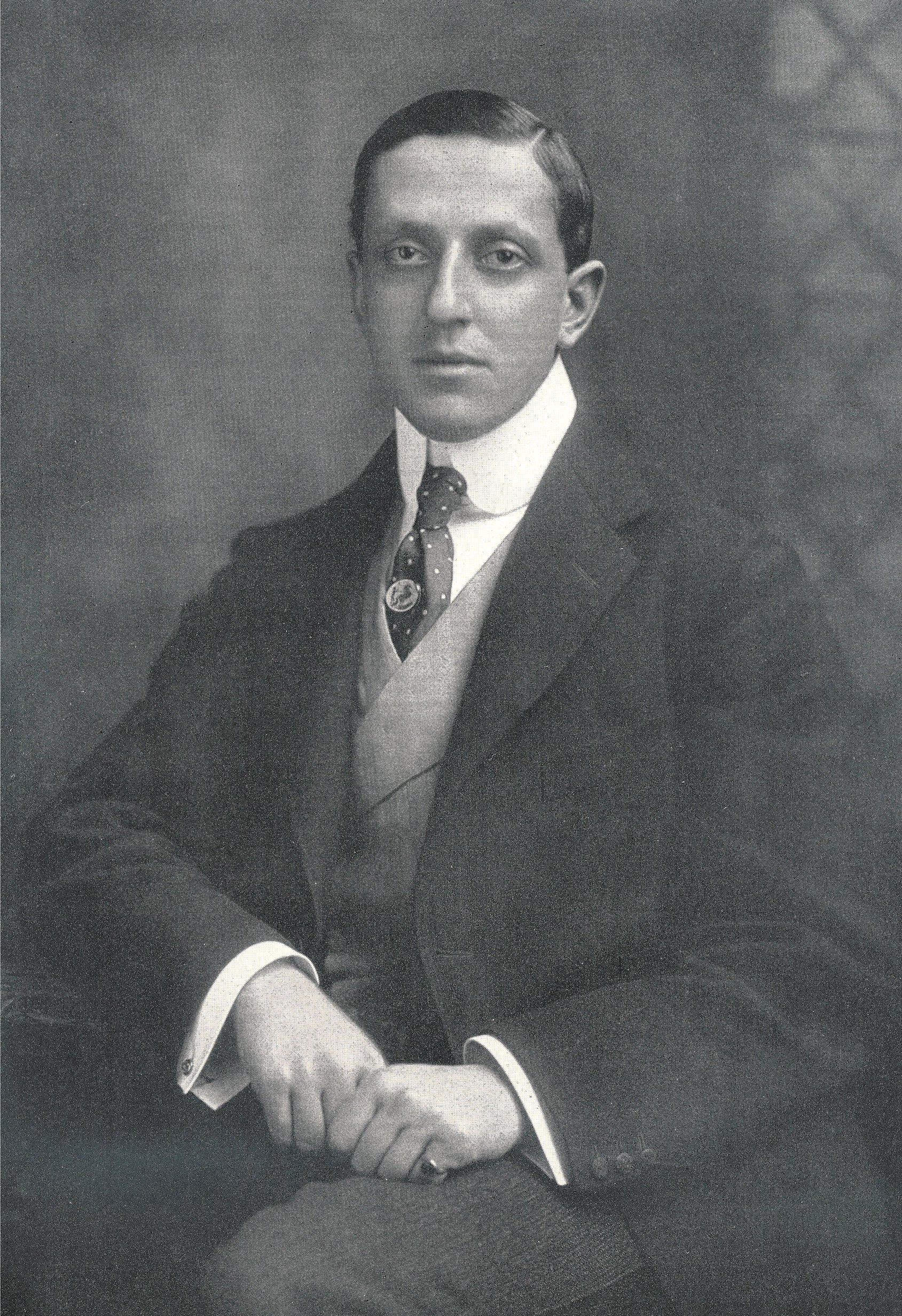
Alfred Walter Heymel

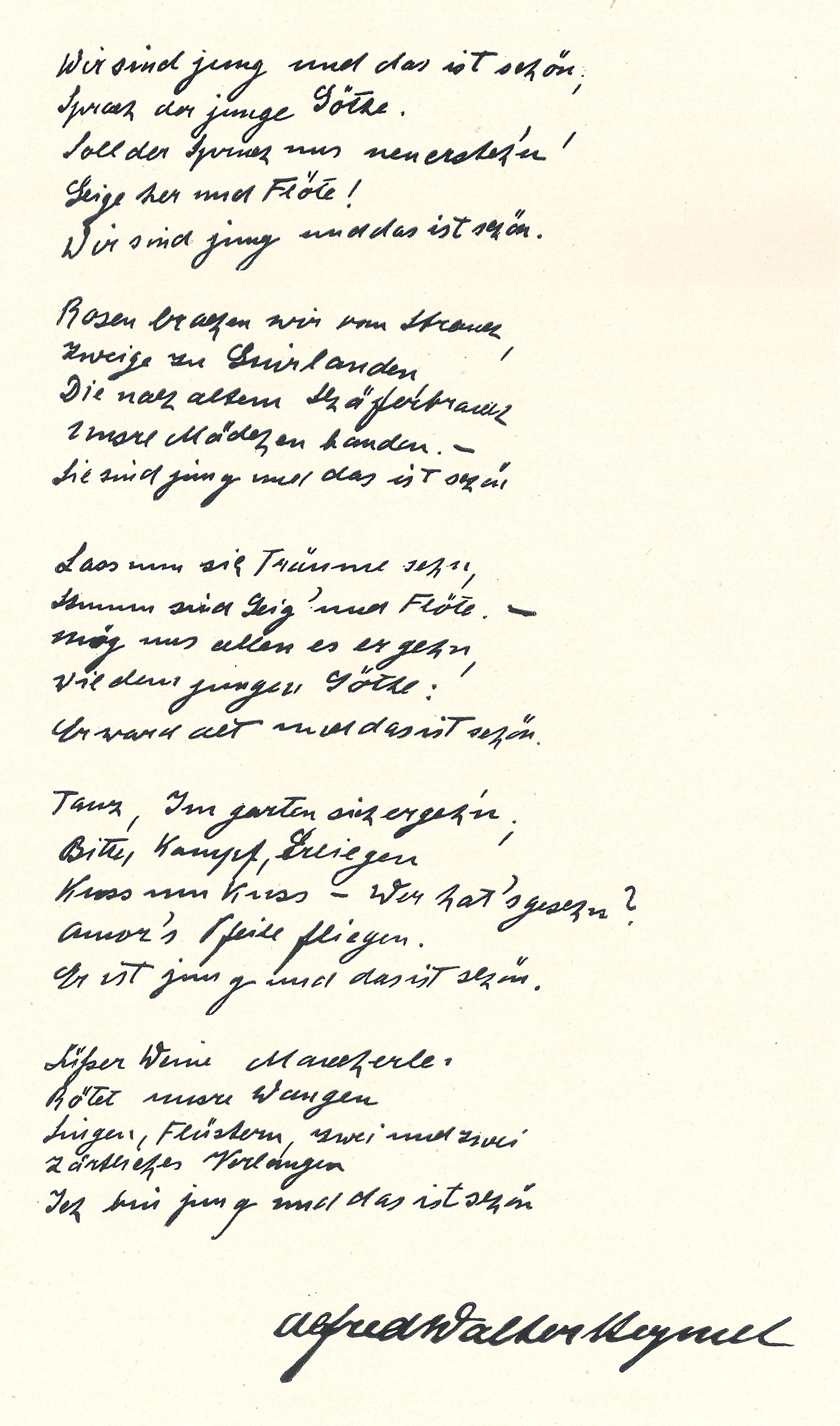
Gesellschaftslied, Handschrift von Alfred Walter Heymel

Alfred Walter von Heymel (* 6. März 1878 in Dresden als Walter Hayes Misch; † 26. November 1914 in Berlin) war ein deutscher Schriftsteller, der auch unter den Pseudonymen Spectator Germanicus und Alfred Demel veröffentlichte. Heymel wurde 1907 in den bayerischen Erbadel erhoben. Er trat vor allem als Lyriker hervor und gehörte zu den Herausgebern der bibliophilen Zeitschrift Die Insel.

## Leben
Heymel war angeblich der Sohn eines hohen sächsischen Beamten und einer Deutsch-Amerikanerin, der Dresdner Kaufmannswitwe Charlotte Elisbeth Dwyer, geb. Misch. Die Gerüchte bezüglich seiner Herkunft verweisen dagegen bis hin zum portugiesischen König Ludwig I. (Portugal), der aus dem Haus Sachsen-Coburg und Gotha  stammte. Alfred Heymel, geboren als Walter Hayes, wurde 1880 von dem Bremer Großkaufmann und Konsul in Bremen und Dresden Adolph Heymel (27. April 1822 in Bremen – 6. Juni 1890 in Leipzig) adoptiert; die Vornamensänderung auf Alfred erfolgte lt. Beschluss des Bremer Senats vom 21. Juni 1907. Zunächst wuchs Heymel in Dresden-Loschwitz auf und kam 1890 mit seinem verwitweten Adoptivvater nach Bremen. Nach dem Tod seines Adoptivvaters 1890 in Leipzig zog der 12-jährige Heymel zu seinem Vormund, dem Juristen Gustav Nagel in Bremen, wo er mit seinem Vetter Rudolf Alexander Schröder eine lebenslange Freundschaft schloss. Ihm folgte Heymel 1898 nach bestandenem Abitur auch nach München zum Jurastudium, wo er als Schriftsteller und Lyriker hervortrat. Zu seiner Übersetzung von Christopher Marlowes Eduard II. (1912) schrieb Hugo von Hofmannsthal, mit dem er in regem Briefkontakt stand, die Einleitung.
Heymel erbte das Millionenvermögen seines Adoptivvaters und verkehrte als Mäzen in den Künstlerkreisen um Schröder und Otto Julius Bierbaum, mit denen er als verantwortlicher Redakteur seit 1899 die ästhetisch-belletristische Zeitschrift Die Insel herausgab. Aus ihr ging der gleichnamige bibliophile Insel Verlag hervor (Leipzig 1901). 1900 zog Heymel in München in das Haus Leopoldstraße 4 ein, dessen Inneneinrichtung durch die Architekten Martin Dülfer und Paul Ludwig Troost unter der künstlerischen Leitung von Rudolf Alexander Schröder und der Mitarbeit von Heinrich Vogeler, der für den Inselverlag auch Bücher illustrierte, aufwändig neu hergestellt wurde und in die der wohlhabende Lebemann und Rennstallbesitzer, der zeitlebens ein großer Pferdenarr war, zu exklusiven Abendgesellschaften einlud.
1903 gelang es Heymel Karl Gustav Vollmoeller, obwohl sich dieser als Autor vertraglich an den S. Fischer Verlag gebunden hatte, als Übersetzer für den Insel Verlag zu gewinnen. Um keinen juristischen Streit mit dem S. Fischer Verlag heraufzubeschwören, fungierte Vollmoellers ältere Schwester Mathilde als „Strohmann“, indem sie offiziell für die Übersetzung der Liebesbriefe einer englischen Dame verantwortlich zeichnete, obwohl die Übersetzung von Karl Vollmoeller besorgt wurde. Aus dieser ersten Zusammenarbeit entwickelte sich eine intensive, enge Freundschaft zwischen Heymel und Vollmoeller, die zwischen 1908 und 1912 besonders intensiv war, wie die diversen Briefwechsel Heymels z. B. mit Hugo von Hofmannsthal ausweisen. Während des Ersten Weltkriegs arbeiten Vollmoeller und Heymels Schwager Richard von Kühlmann im Rahmen der Deutschen Gesellschaft 1914 eng zusammen.
1904 ging Heymel zurück nach Bremen. Er erwarb ein Haus an der Riensberger Straße in Horn, das er von Rudolf Alexander Schröder einrichten ließ. In seinem Landhaus fanden viele Treffen der Künstlervereinigung Goldene Wolke statt. Als Sammler und Kunstförderer entfaltete er eine bedeutende Tätigkeit. So unterstützte er u. a. den Literaten Paul Scheerbart und finanzierte zahlreiche Ankäufe Gustav Paulis für die Kunsthalle Bremen. 1904 heiratete Heymel Gitta von Kühlmann, die Schwester des späteren Staatssekretärs des Äußeren, Richard von Kühlmann. Heymel übernahm fortan die geschäftlichen Verpflichtungen der Familie selbst und verlor, da er wirtschaftlich sehr unerfahren war, einen bedeutenden Teil seines Vermögens.

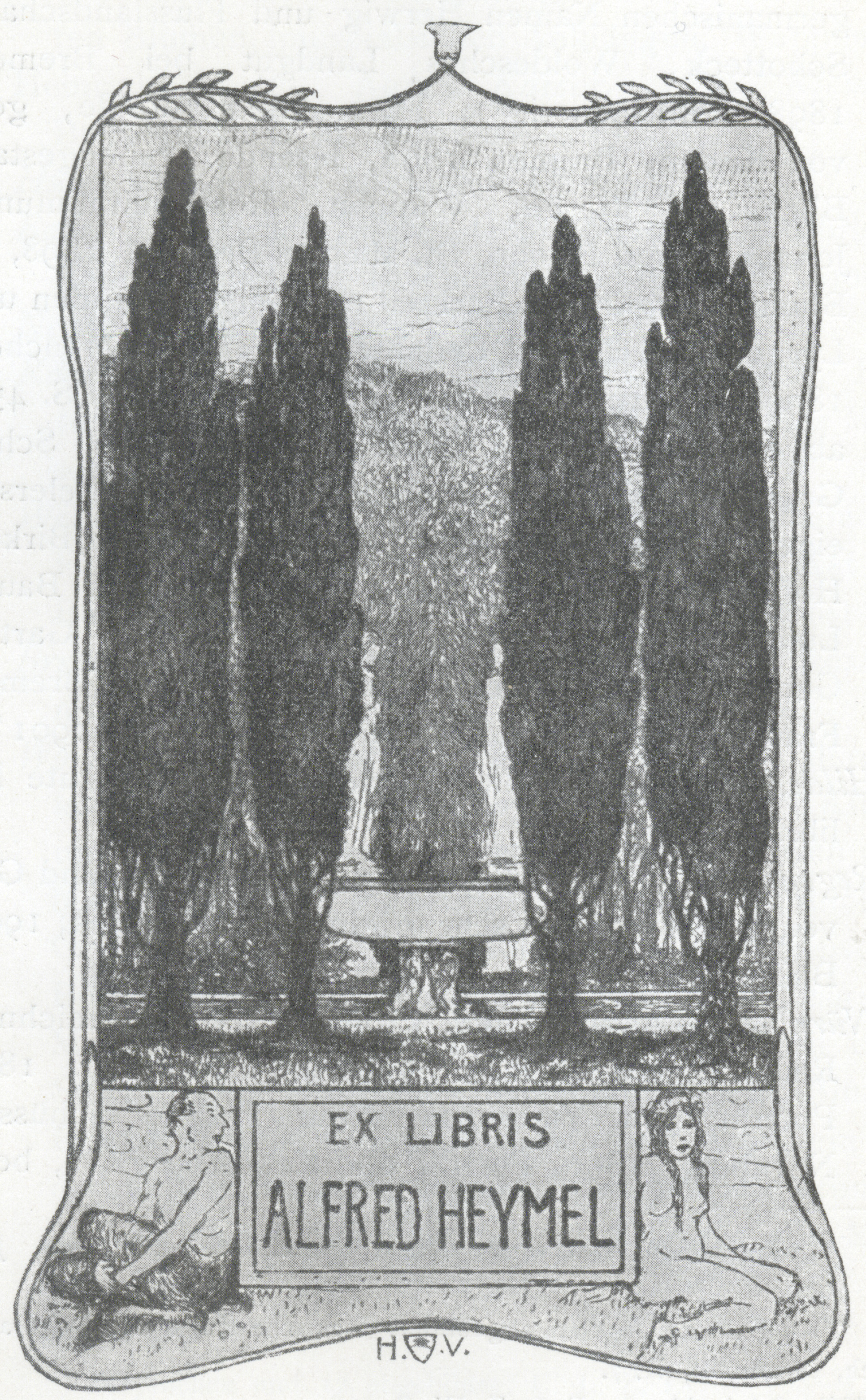
Exlibris von Alfred Heymel, gestaltet von Heinrich Vogeler

Am 2. Juni 1907 wurde Heymel von Prinzregent Luitpold geadelt, machte aber keinen Gebrauch davon. Er unternahm zahlreiche Weltreisen, so 1908/09 bzw. 1910 in die USA sowie 1912 bzw. 1913 nach Afrika; über seine Eindrücke berichtete er in den Süddeutschen Monatsheften. In den Jahren 1909 und 1910 verantwortete er in München die Bildredaktion für die von Carl Sternheim und Franz Blei herausgegebene und im Hans von Weber Verlag aufgelegte Zeitschrift Hyperion. 1910 zog er wieder nach München in seine von Karl Stöhr errichtete Villa Poschingerstraße 5, heute Sitz des ifo Instituts für Wirtschaftsforschung in München-Bogenhausen. Das folgende Jahr stürzte ihn in eine private, berufliche und wirtschaftliche Krise – Heymel fand nicht die von ihm gewünschte gesellschaftliche Anerkennung. 1912 zog er nach Berlin.
Obwohl 1913 an Tuberkulose erkrankt, war Heymel als Oberleutnant der Reserve bei den Oldenburger Dragonern 1914 Teilnehmer am Ersten Weltkrieg. Der Autor und Verleger starb am 26. November 1914 in der Berliner Fürst Bismarckstr. 2 in den Armen seines Freundes, des Architekten Henry van de Velde. Er liegt auf dem Riensberger Friedhof in Bremen begraben.
In seinem Todesjahr erschienen seine Gesammelten Gedichte 1895–1914. Letzte schriftstellerische Arbeiten gab Rudolf Alexander Schröder posthum in der Insel-Bücherei heraus (Gedichte / Der Tag von Charleroi / Feldpostbriefe, 1925). Sein Nachlass befindet sich im deutschen Literaturarchiv in Marbach.
Otto Julius Bierbaum hat in seinem Schlüsselroman Prinz Kuckuck Heymel und seinen Lebenswandel karikiert. Ein weiteres Mal wurde Heymel in der literarischen Figur des Claude Marehn in Heinrich Manns Roman Die Jagd nach Liebe parodiert, der 1903 erschien.
Ehrungen
- Die Heymelstraße in Bremen-Horn-Lehe wurde nach ihm benannt.

## Werke (Auswahl)
- In der Frühe. Gedichte und Sprüche. verlegt von Johannes Storm, Bremen 1898.
- Der Tod des Narzissus. Einakter (1898), zu dem Bühnenwerk schrieb Felix Mottl die Musik.
- Die Fischer und andere Gedichte. Schuster & Loeffler für den Insel-Verlag, Berlin 1899.
- Ritter Ungestüm. Insel Verlag, Leipzig 1900.
- Zwölf Lieder. Insel Verlag, Leipzig 1905.
- Spiegel – Freundschaft – Spiele. Insel Verlag, Leipzig 1908.
- Gesammelte Gedichte 1895–1914. Insel-Verlag, Leipzig 1914.
- Gedichte / Der Tag von Charleroi / Feldpostbriefe. Insel-Verlag, Leipzig 1925.

Übersetzung
- Christopher Marlowe: Eduard II. Insel-Verlag, Leipzig 1914.